# Station Stolp Schlachthof
Station Stolp Schlachthof is een spoorwegstation in de Poolse plaats Słupsk.